# Piscu (okręg Ilfov)
Piscu – wieś w Rumunii, w okręgu Ilfov, w gminie Ciolpani. W 2011 roku liczyła 790 mieszkańców.